# 코리아 스피드 페스티벌
코리아 스피드 페스티벌(Korea Speed Festival)은 1년 마다 대한민국에서 열리는 원메이크 자동차 경주 대회이다.
이 대회는 송도 스트릿 서킷, 영암 코리아 인터네셔널 서킷, 인제 스피디움 서킷 등에서 열리며, 출전하는 차량에는 아반떼, 모닝(챌린지급 클래스) 등이 있다.

## 과거 출전 팀
- 서한 퍼플 모터스포트[1]
- 록타이트-HK 레이싱 팀
- 쏠라이트 인디고[2]
- 바보몰-프리미엄 레시피
- 핸즈코퍼레이션
- 채널A동아일보
- 원레이싱
- BEOM'S(현재 슈퍼챌린지에서 활동 중)
- 스쿠라 모터스포츠
- 스피젠 레이싱
- 디팩토리